# Filiz Penzkofer
Filiz Penzkofer (* 1985 in München) ist eine deutsch-türkische Autorin, Journalistin und Theaterpädagogin. Vor allem im bayerischen Raum ist sie durch eine regelmäßige Hörfunkglosse bekannt, in der sie Türkische Gerichte mit Geschichten präsentiert.

## Leben
Filiz Penzkofer studierte Germanistik, Journalismus und Turkologie in Bamberg und Ankara. Bereits während ihrer Studienzeit nahm sie erfolgreich an universitären Literaturwettbewerben teil.
2011 war Penzkofer die Gewinnerin der on3-Lesereihe mit ihrer selbstverfassten Geschichte Das Taxi des Bösen. In diesem Zusammenhang auch Auftritte im Fernsehen. Inzwischen schreibt Penzkofer regelmäßig für den Bayerischen Rundfunk. Mit ihren humorvollen, jeweils knapp fünfminütigen Betrachtungen über türkisches und deutsches Essen, die vielmehr Kurzgeschichten über deutsch-türkische Befindlichkeiten sind, ist sie in der Sendung Kurz vor 12 auf Bayern 2 auch zu hören.
2012 veröffentlichte sie eine von „Acht Tandemgeschichten“ in der Anthologie Stirb & Werde. Die gemeinsam mit Mia Pittroff verfasste Geschichte „Der Schmetterlingssammler“ wurde im selben Jahr von Daniela Hoffmann für eine Lesung auf dem Literaturfest BambergLiest ausgewählt. Mit einer Bierdeckelgeschichte gewann die Autorin 2013 zudem die erste Runde des gleichnamigen Kürzestgeschichten-Wettbewerbs von BambergLiest.
Penzkofer gehörte 2012 zum Vorstand des seit 1984 bestehenden eingetragenen Vereins NJB Nachwuchsjournalisten in Bayern.
Im Theaterbereich ist sie Ensemblemitglied des Kinder- und Jugendtheaters Chapeau Claque und arbeitet auch an Drehbüchern.

## Einzelbelege
1. ↑  Türkische Gerichte mit Geschichte. Der große Donauwellen-Klau. (Memento vom 28. Januar 2014 im Internet Archive)
2. ↑   Filiz Penzkofer bei hoergang.com (Memento vom 9. Dezember 2013 im Internet Archive)
3. ↑  Feki.de Literaturwettbewerb: Lesung der Siegertexte am Fluss (Memento vom 29. Oktober 2010 im Internet Archive)
4. ↑  Der Gabelmoo in Ankara (Seite nicht mehr abrufbar, festgestellt im April 2018. Suche in Webarchiven)
5. ↑  on3, Bayerischer Rundfunk: Filiz Penzkofer: Die Taxe des Bösen (on3-Lesereihe 2011) | PULS. In: br.de. 2. November 2011, abgerufen am 13. März 2024.
6. ↑  http://programm.ard.de/TV/einsplus/on3-suedwild/eid_287238759348273?list=now
7. ↑  Filiz Penzkofer – Deutsch-türkische Geschichten (Memento vom 17. April 2012 im Internet Archive)
8. ↑  BambergLiest: Julia Roberts' Stimme liest aus "Stirb & Werde" auf YouTube, 16. Juni 2012, abgerufen am 25. Februar 2024 (Laufzeit: 4:11 min).
9. ↑  http://www.bierdeckel-geschichten.de/tales/author/Filiz%20Penzkofer
10. ↑  njb-info-juni-2012/2 (Seite nicht mehr abrufbar, festgestellt im April 2018. Suche in Webarchiven)
11. ↑  http://www.oberpfalznetz.de/zeitung/3344791-126-vorgluehen_und_komasaufen,1,0.html

| Personendaten    | Personendaten                                                |
| ---------------- | ------------------------------------------------------------ |
| NAME             | Penzkofer, Filiz                                             |
| KURZBESCHREIBUNG | deutsch-türkische Autorin, Journalistin und Theaterpädagogin |
| GEBURTSDATUM     | 1985                                                         |
| GEBURTSORT       | München, Bayern, Bundesrepublik Deutschland                  |